# Karlsruhe–Bázel nagysebességű vasútvonal
A Karlsruhe–Bázel nagysebességű vasútvonal (német nyelven: Ausbau- und Neubaustrecke Karlsruhe-Basel, szó szerint "Korszerűsített és új vonal Karlsruhe-Bászl") egy épülő kétvágányú, 15 kV, 16,7 Hz-cel villamosított nagysebességű vasútvonal Németországban , amely a jelenlegi Mannheim–Karlsruhe–Bázel nagysebességű vasútvonal (Rajna-völgyi vasút) útvonalán épül. A projekt eredményeként a Rajna-völgyön átvezető vasútvonalat négy összefüggő vágányú pályává korszerűsítik, és a különböző szállítási áramlatok szétválasztása révén növelik az üzemeltetési hatékonyságot. A Karlsruhe és Bázel közötti személyszállítási szolgáltatások menetideje 31 perccel rövidül. A projekt a Rotterdam-Genova folyosó részét képezi, és egy része az európai magisztrál részét is képezi. A 2010-es előrejelzések szerint 2020-ra kellett volna elkészülnie.
A vonal nagy része a meglévő Rajna-völgyi vasútvonal mellett halad. A vonal tervezése az 1980-as évek közepe óta fokozatosan zajlott, és a vonal első, Rastatt Süd és Offenburg közötti szakaszát 1993-ban helyezték üzembe. Míg több szakaszt már megnyitottak, addig más szakaszok építés alatt állnak, vagy még nem kezdődtek el. A projektek fő elemei közé tartozik a Rastatt-alagút, a Katzenberg-alagút és Freiburg nyugati elkerülő útja a teherforgalom számára.
A teljes projekt befejezésének időpontja bizonytalan. 2030-ra történő befejezést a szövetségi kormány lehetségesnek tartja, de lehetséges a 2042-es céldátum is.
A tervezett összköltség 6,172 milliárd euró (2013 áprilisában). A 2014. év végéig 2,27 milliárd eurót költöttek rá. 2015-ben a Deutsche Bahn becslése szerint a teljes költség 7,1 milliárd euró lesz.